# 알리페
알리페(이탈리아어: Alife)는 이탈리아 캄파니아주 카세르타도의 코무네다. 볼투르노강 계곡에 위치에 있다. 농업 생산의 중심지로 잘 알려져 있다.